# Super Bowl XLV
A Super Bowl XLV a 2010-es NFL-szezon döntője volt. A mérkőzést a Dallas Cowboys stadionjában játszották Arlingtonban, Texasban 2011. február 6-án.

## A döntő résztvevői
A mérkőzés egyik résztvevője a Green Bay Packers, amely az alapszakaszból az NFC hatodik kiemeltjeként jutott a rájátszásba. A playoffban három idegenbeli mérkőzést nyertek meg, a Philadelphia, az Atlanta és a Chicago ellen.
A másik résztvevő a Pittsburgh Steelers, amely az AFC második kiemeltje volt. Erőnyerőként csak a konferencia-elődöntőben kapcsolódott be a rájátszásba, ahol otthon a Baltimore ellen, majd a konferencia-döntőben szintén hazai pályán a New York Jets ellen győzött.
A Pittsburgh 2011 előtt hatszor nyert Super Bowlt, egy döntőt elvesztett. A Green Bay 1967-ig 11-szer nyert NFL-t. 1966-ban és 1967-ben az első két Super Bowlt is megnyerte, az AFL győztesével játszott mérkőzésen. 2010 előtt legutoljára az 1997-ben játszott Super Bowlon nyert a Packers.

## A mérkőzés
A találkozót a Green Bay Packers nyerte 31–25-re, és 14 év után újra megnyerte az NFL-t, története során 13. alkalommal. A mérkőzés legjobbjának a Packers irányítóját, Aaron Rodgerst választották.
A döntőt 103 219 néző látta a helyszínen, amely alig maradt el az 1980-as döntő nézőszámától. Az Egyesült Államokban 111 millióan követték figyelemmel a televízióban, ezzel megdöntötte a 2010-es NFL-döntő 106 milliós nézettségi rekordját, illetve ez lett minden idők legnézettebb adása is. Ezt 2012-ben a Super Bowl XLVI nézettsége döntötte meg.
| N | Idő   | Drive | Drive | Drive     | Csapat   | Play leírása                                                                                             | Pont     | Pont    |
| N | Idő   | Play  | Yard  | Időtartam | Csapat   | Play leírása                                                                                             | Steelers | Packers |
| - | ----- | ----- | ----- | --------- | -------- | --- | -------- | ------- |
| 1 | 3:44  | 9     | 80    | 4:33      | Packers  | Touchdown. Jordy Nelson 29 yardos átadás Aaron Rodgerstől, Mason Crosby jutalomrúgás.                    | 0        | 7       |
| 1 | 3:20  | –     | –     | –         | Packers  | Touchdown. Nick Collins 37 yardos interception visszahordás, Mason Crosby jutalomrúgás.                  | 0        | 14      |
|   |       |       |       |           |          | |          |         |
| 2 | 11:08 | 13    | 49    | 7:12      | Steelers | Mezőnygól. Shaun Suisham 33 yardról.                                                                     | 3        | 14      |
| 2 | 2:24  | 4     | 53    | 2:04      | Packers  | Touchdown. Greg Jennings 21 yardos átadás Aaron Rodgerstől, Mason Crosby jutalomrúgás.                   | 3        | 21      |
| 2 | 0:39  | 7     | 77    | 1:45      | Steelers | Touchdown. Hines Ward 8 yardos átadás Ben Roethlisbergertől, Shaun Suisham jutalomrúgás.                 | 10       | 21      |
|   |       |       |       |           |          | |          |         |
| 3 | 10:19 | 5     | 50    | 2:20      | Steelers | Touchdown. Rashard Mendenhall 8 yardos futás, Shaun Suisham jutalomrúgás.                                | 17       | 21      |
|   |       |       |       |           |          | |          |         |
| 4 | 11:57 | 8     | 55    | 2:53      | Packers  | Touchdown. Greg Jennings 8 yardos átadás Aaron Rodgerstől, Mason Crosby jutalomrúgás.                    | 17       | 28      |
| 4 | 7:34  | 7     | 66    | 4:20      | Steelers | Touchdown. Mike Wallace 25 yardos átadás Ben Roethlisbergertől, jó kétpontos kísérlet Antwaan Randle El. | 25       | 28      |
| 4 | 2:07  | 10    | 70    | 5:27      | Packers  | Mezőnygól. Mason Crosby 23 yardról.                                                                      | 25       | 31      |